# Биченко Олексій Олексійович
Олексі́й Олексі́йович Биче́нко (* 1993) — солдат Збройних сил України.

## Життєпис
Закінчив Одеський національний університет імені Мечникова, геолого-географічний факультет. Був лідером студентського профкому, ведучим та діджєм студентських і світських вечірок, захоплюється гірськолижним спортом, відео-, фотозйомкою й поезією.
Коли почалась агресія Росії проти України, ще навчався на останньому курсі. Пішов до військкомату, вирішив питання щодо призову до лав армії — одразу після отримання диплома. Обрав авіаційну частину в Івано-Франківську — там жила його дівчина (тесть — теж військовий льотчик), яка стала невдовзі дружиною. 2016 року народилася дитина.
Згодом вступив до Харківського національного університету Повітряних сил імені Івана Кожедуба.
2 липня 2019 року курсант Биченко катапультувався з навчально-тренувального літака L-39 із критично небезпечної висоти — 400 метрів — тільки після того, як переконався, що літак приземлиться на поле. Це був його 109-й виліт і вісімнадцятий самостійний. Після приземлення одразу позривав всі розпізнавальні знаки — до кордону було зовсім близько.

## Нагороди та вшанування
- Указом Президента України № 741/2019 від 10 жовтня 2019 року за «особисту мужність і самовіддані дії, виявлені у захисті державного суверенітету та територіальної цілісності України» орденом «За мужність» III ступеня[1]